# 베시 콜먼
엘리자베스 베시 콜먼(Elizabeth "Bessie" Coleman, 1892년 1월 26일 ~ 1926년 4월 30일)은 미국의 민간 비행사다. 콜먼은 첫 흑인 여성 비행사로 알려져 있다. 또한 최초로 비행 자격증을 획득한 아메리카 원주민 여성이기도 하다. 국제 항공 운항 자격증 역시 흑인 여성과 아메리카 원주민 여성 가운데 최초로 획득하였다.

## 어린 시절
베시 콜먼은 1892년 1월 26일 텍사스주의 애틀란타(en:Atlanta, Texas)에서 태어났다. 아버지는 체로키족의 일원이었던 조지로 소작농이었고, 어머니 수잔 콜먼은 흑인이었다. 베시는 이들의 자녀 열 셋 중에 열 번째 아이였다. 베시 콜먼이 두 살이 되던 해 가족은 텍사스의 웍서해치로 이주하였다. 그녀는 그곳에서 23세까지 살았다. 여섯 살이 되어 윅서해치에 있는 학교에 입학하여 8년 동안 매일 4마일을 걸어서 통학하였다. 콜먼은 목화밭을 가로질러 난 길을 따라 학교와 성가대 그리고 교회를 오갔다고 한다. 학교는 학급 하나가 전부인 곳이었고, 콜먼은 수학에 재능이 있는 학생이었다. 1901년 콜먼은 삶의 극적인 전환점을 만났다. 아버지 조지 콜먼이 가족을 남겨두고 오클라호마의 당시에는 인디언 준주라고 불리던 곳으로 보다 나은 기회를 잡기 위해 돌아갔다. 하지만 어머니 수잔과 아이들은 아버지를 따라가지 않았다. 12세가 되어 베시 콜먼은 침례교 선교 교회의 학교에 진학하였고, 18세에 오클라호마 유색인 농업 일반 대학교(오늘날 오클라호마 랭스턴의 랭스턴 대학교)에 입학하였다. 그러나 한 학기가 지나자 학비가 없어 집으로 돌아가게 되었다.

## 경력

### 시카고
1916년 23세의 콜먼은 형제들과 함께 시카고로 이주하였다. 시카고에서 콜먼은 화이트 삭스 이발소의 메니큐어 기술자로 일하면서 제1차 세계대전에 참전하였다가 돌아온 조종사들의 이야기를 들었다. 콜먼은 조종사가 되기로 결심하고 더 많은 돈을 벌기 위해 칠리 가게에서 두번째 일을 구했다. 당시 미국 비행 학교는 흑인이나 여성 모두 입교를 허락하지 않았으며, 그녀를 가르쳐 줄 흑인 비행사 역시 없었다. 주간지 《시카고 디펜더》의 발행인이었던 흑인 변호사 로버트 생스탁 아보트는 콜먼의 유학을 격려하였다. 콜먼은 시카고에 은행을 설립한 최초의 흑인이었던 은행가 제시 빙가와 《디펜더》로부터 학자금을 빌렸다.

### 프랑스

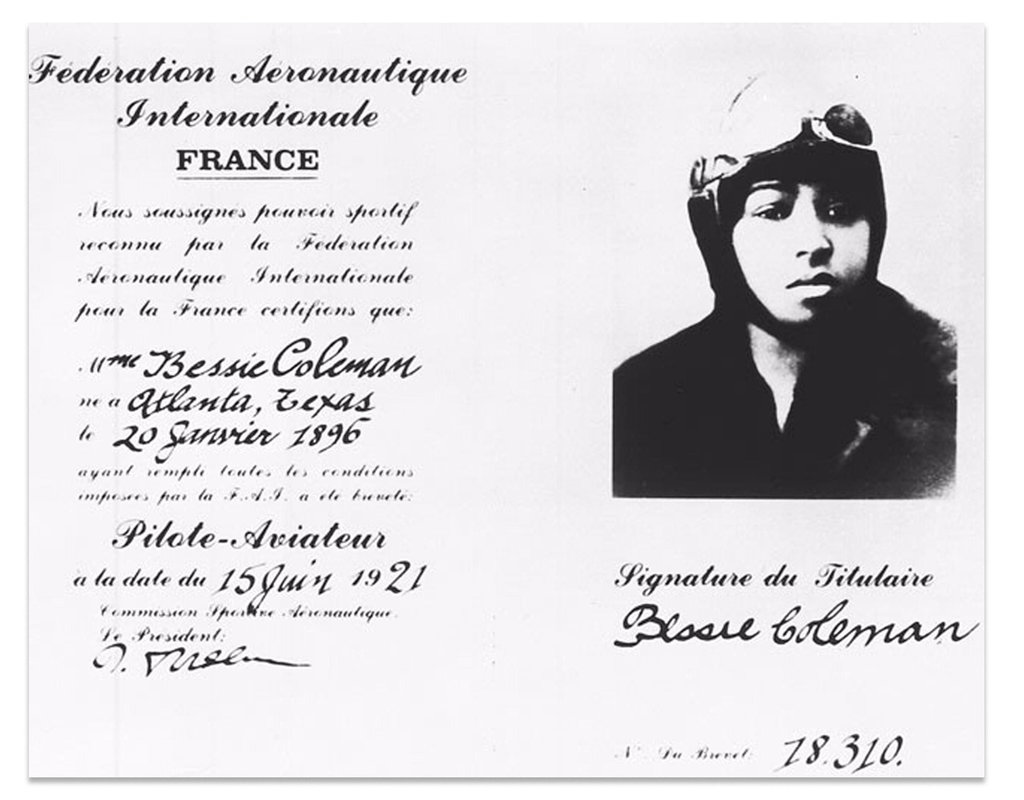
콜먼의 비행 자격증

콜먼은 시카고에 있는 버리츠 언어 학교의 프랑스어 수업을 받고 1920년 11월 20일 프랑스 파리로 갔다. 콜먼은 프랑스에서 비행 자격증을 획득했다. 콜먼은 뉴포르의 82식 복엽기의 조종을 배웠는데, 그 비행기의 "조종시스템은 야구 방망이 두께의 수직 조종간이 조종사 앞에 튀어나와 있고 러더 패달이 발 앞에 놓인" 것이었다. 1921년 6월 15일 콜먼은 국제 비행 연맹으로부터 국제 비행 자격증을 획득한 최초의 미국 흑인 여성이자 아메리카 원주민 여성이 되었다. 자격증을 획득한 이후에도 두달에 걸쳐 비행 기술 교육을 받은 뒤 1921년 9월 뉴욕항에 도착하였다. 언론은 콜먼의 미국 귀환을 대대적으로 보도하였다.

### 올랜도
1920년대 동안 콜먼은 순회 연설을 하였고 올랜도에서 헤자키아 힐 목사와 그의 부인 비올라를 만났다. 그들은 콜먼을 올랜도 인근 패러모어의 워싱턴 스트리트에 있는 시온산 침례 선교 교회의 사제관으로 초대하였다. 이 거리는 2003년 콜먼을 기념하여 "베시 스트리트"로 이름을 바꿨다. 목사 내외는 콜먼을 딸처럼 대했고 콜먼은 비행 자금을 모으기 위해 미장원을 차렸다.

### 에어쇼

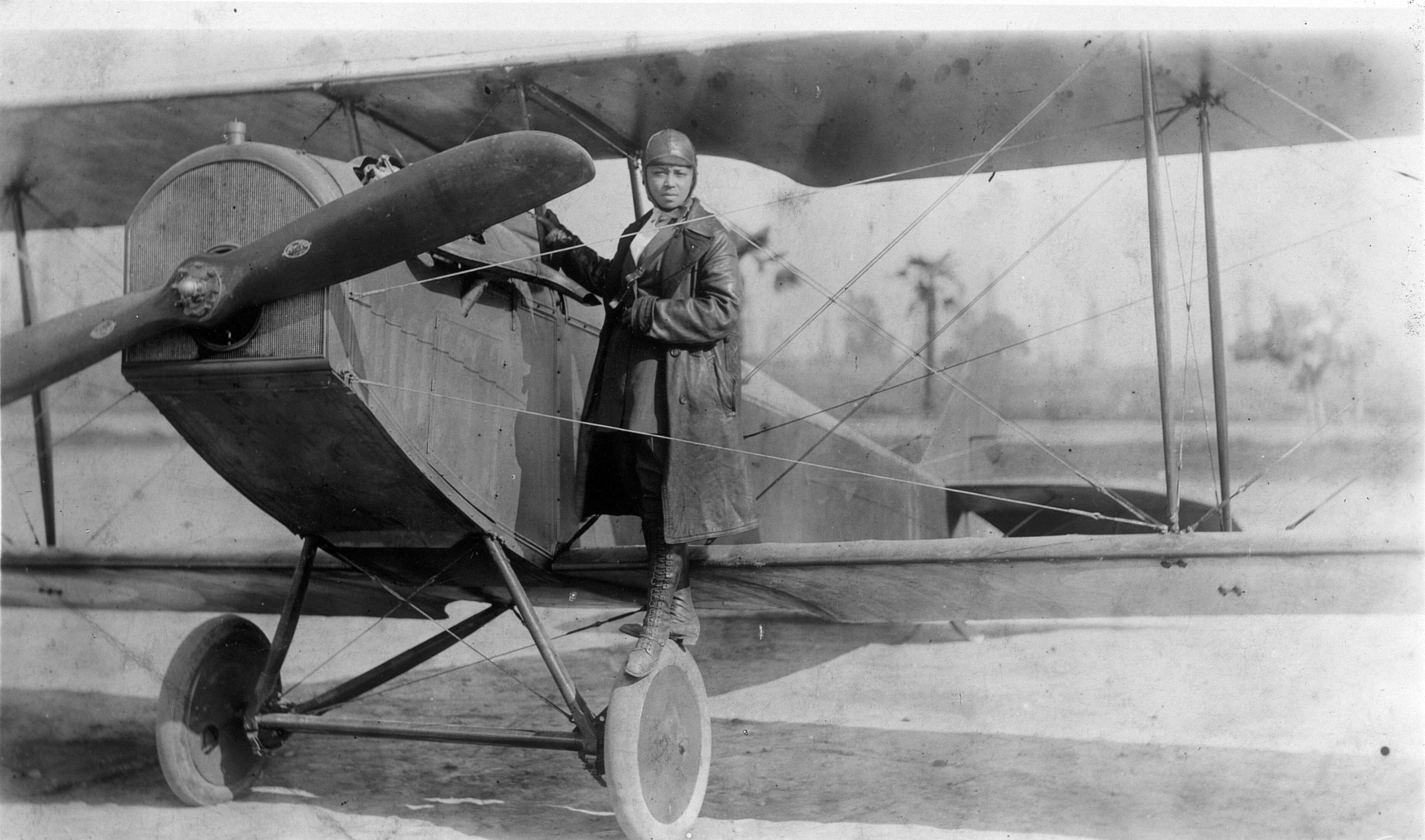
1922년 무렵의 베시 콜먼

콜먼은 민간 비행사로 살기 위해서는 곡예비행의 일종인 반스토밍을 할 수 밖에 없다는 것을 금세 깨달았다. 그러나 이 분야는 이미 경쟁이 치열했고, 그녀는 좀 더 배워야 했다. 시카고에 돌아가 살펴보았지만 그녀를 가르쳐 줄 만한 사람은 없었다. 그래서 콜먼은 1922년 다시 유럽으로 갔다. 그녀는 두 달 동안 프랑스에서 고등 비행 훈련 과정을 거치고 네덜란드로 가 세계적인 비행기 제작자인 안토니 포커를 만났다. 콜먼은 독일의 포커 기업도 방문하였고 그곳의 수석 비행사로부터 교육을 받을 수 있었다. 만반의 준비를 마쳤다는 자신감을 얻은 콜먼은 미국으로 돌아갔다.
그 후 5년 동안 곡예비행을 하면서 콜먼은 "퀸 베시"로 알려졌다. 중요한 이벤트에 초대되고 신문과 인터뷰를 하면서 그녀는 흑백 양측 모두로부터 추앙을 받았다. 콜먼이 주로 타던 비행기는 복엽기인 커티스 JN-4 "제니""였고, 그 외에도 전쟁 이후 시장에 풀려 나온 여러 종류의 비행기를 탔다. 콜먼은 1922년 9월 3일 개최된 미국 에어쇼에 참가한 최초의 여성 비행사가 되었다. 그녀의 지지자인 아보트는 《디펜더》를 통해 콜먼을 "세계 제일의 여성 비행사"로 소개하였다.

## 사망
1926년 4월 30일 콜먼은 플로리다주의 잭슨빌에 갔다. 그녀는 이미 자신의 전용기인 커티스 JN-4 (제니)를 댈러스에서 주문한 뒤였다. 그러나 그녀의 기술 및 홍보 에이전트였던 24살의 윌리엄 D. 윌스는 댈러스에서 비행기를 몰고 오면서 세 차례나 긴급 착륙을 하였고 결국 그 비행기에 문제가 생겼다. 콜먼의 친구와 가족들은 비행기가 안전하지 않다며 비행을 말렸지만, 콜먼은 윌스를 뒷자리에 태우고 이륙하였다. 그녀는 만약을 대비하여 안전벨트를 풀고 여차하면 칵핏에서 뛰어내려 낙하산을 펴 탈출하려고 하였다. 비행기는 이륙 10여분 만에 추락하였고 불길에 휩싸였다. 콜먼과 윌스 모두 사망하였으며 후일 조사 결과 기어박스에 렌치 하나가 끼어있는 것이 발견되었다. 사망 당시 콜먼은 34세였다.

## 기념
시카고 오헤어 국제공항 인근 도로에 있는 공공도서관에 콜먼의 이름이 붙여졌다.
텍사스주 시더 힐에 콜먼의 이름을 딴 베시 콜먼 중학교가 있다.
1995년 미국 우편사업국은 콜먼을 기념하는 32 센트 우표를 발행하였다.

## 같이 보기
- 박경원